# Hydriomena monoensis
Hydriomena monoensis là một loài bướm đêm trong họ Geometridae.